# Великохутірська волость
Великохутірська волость — адміністративно-територіальна одиниця Золотоніського повіту Полтавської губернії з центром у містечку Великий Хутір.
Станом на 1885 рік складалася з 14 поселень, 18 сільських громад. Населення — 5746 осіб (2765 чоловічої статі та 2981 — жіночої), 955 дворових господарств.
|                     | Площа, десятин | У тому числі орної, дес. |
| ------------------- | -------------- | ------------------------ |
| Сільських громад    | 5278           | 4774                     |
| Приватної власності | 9391           | 5580                     |
| Казенної власності  | 14             | —                        |
| Іншої власності     | 203            | 195                      |
| Загалом             | 14886          | 12797                    |

Основні поселення волості станом на 1885:
- Великий Хутір — колишнє власницьке містечко при річці Золотоноша за 40 верст від повітового міста, 2713 осіб, 463 двори, 2 православні церкви, школа, 3 постоялих будинки, 2 лавки, 4 маслобійних заводи, 53 вітряних млинів, 4 ярмарки на рік: 1 березня, вознесенський, 29 липня та 1 жовтня.
- Драбівці — колишнє власницьке село при річці Золотоноша, 813 осіб, 170 дворів, православна церква, постоялий будинок, 33 вітряних млини, 2 маслобійних заводи.
- Львівка (Меєрівка) — колишнє власницьке село, 325 осіб, 46 дворів, православна церква, 3 вітряних млини.
- Миколаївка — колишнє власницьке містечко при річці Золотоноша, 116 осіб, 16 дворів, православна церква, постоялий будинок, водяний млин.
- Сеньківці — колишнє державне та власницьке село при річці Золотоноша, 451 особа, 64 двори, православна церква, постоялий будинок, 2 вітряних млинів.

Старшинами волості були:
- 1900 року — селянин Дорошенко[2];
- 1904 року — селянин А. Чирва[3];
- 1907 року — селянин В. І. Ніжник[4];
- 1913 року — козак Семен Павлович Мархоцький[5];
- 1915 року — Ігнат Михайлович Панченко[6].